# 경주축구공원

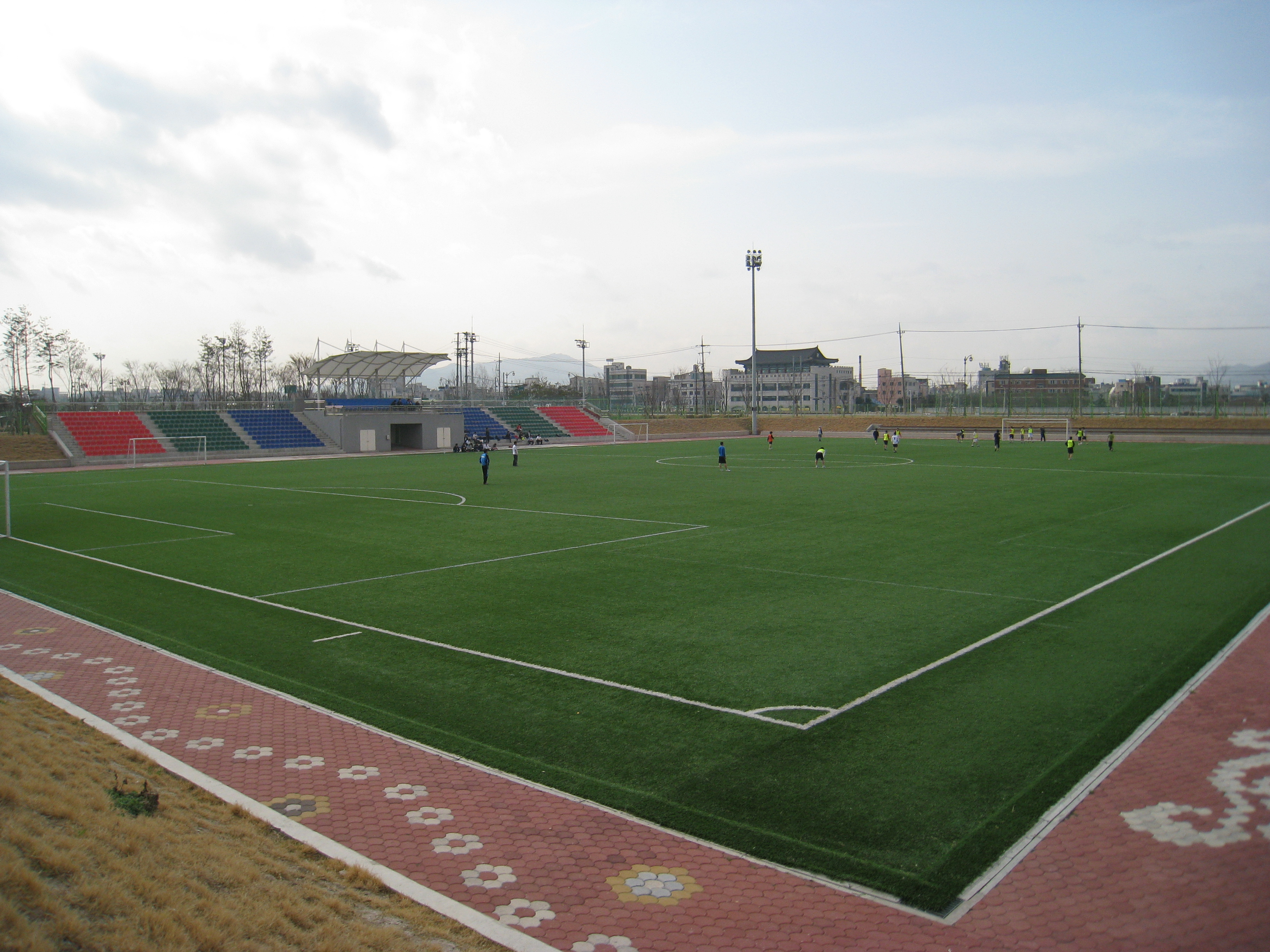
경주축구공원

경주축구공원(慶州蹴球公園, Gyeongju Football Park)은 대한민국 경주시에 있는 축구 경기장이다. 축구 경기장 5면, 풋살 경기장 1면 등으로 조성되어 있다.

## 참고 문헌
- 《전국 공공체육 시설 현황 (2017년말 기준)》. 대한민국 문화체육관광부. 2019. 2020년 7월 16일에 원본 문서에서 보존된 문서. 2019년 6월 15일에 확인함.
- “황성공원 체육 시설”. 경주시시설관리공단.

## 같이 보기
- 황성공원